# Argolischer Golf

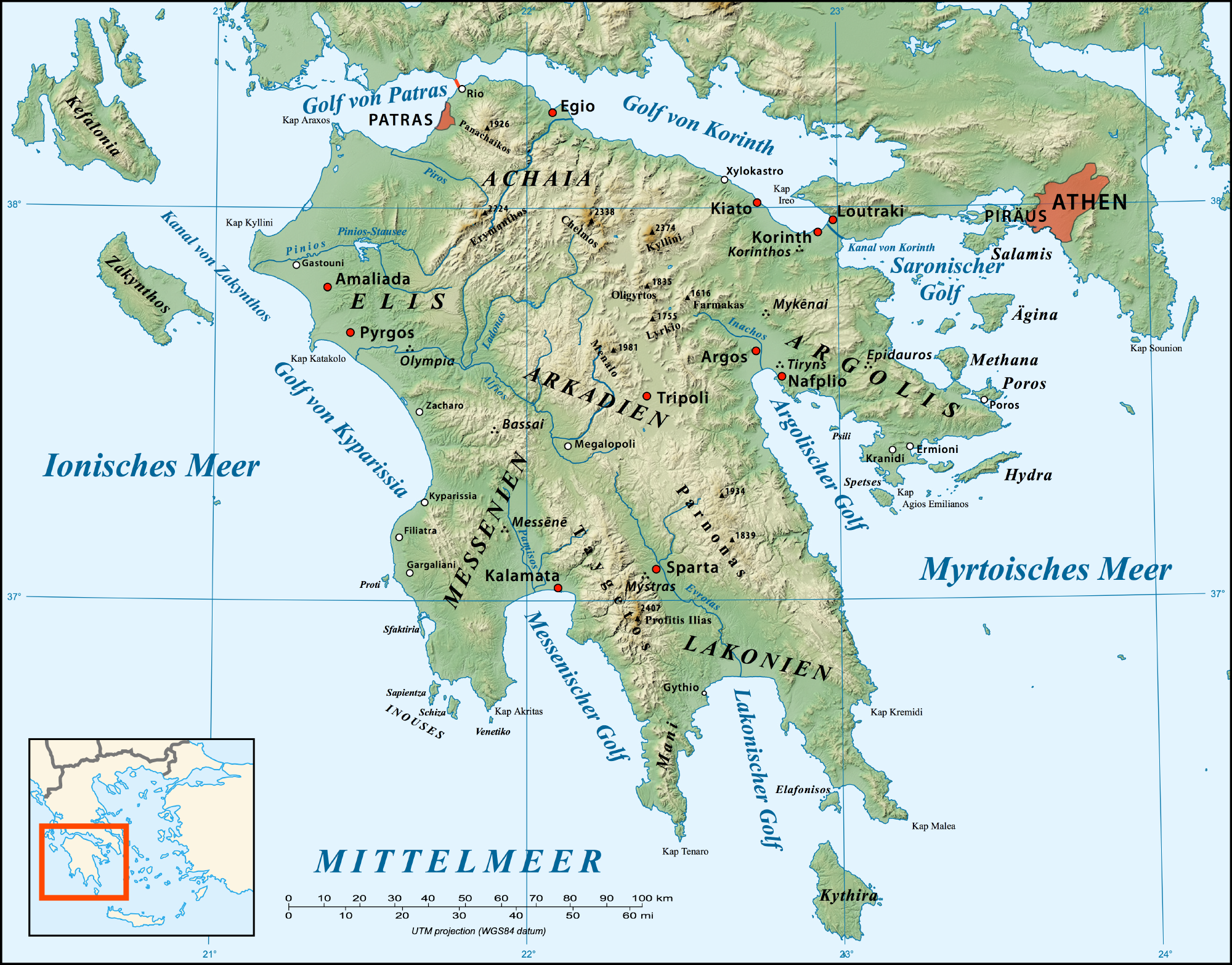
Lage des Argolischen Golfs an der Ostküste des Peloponnes

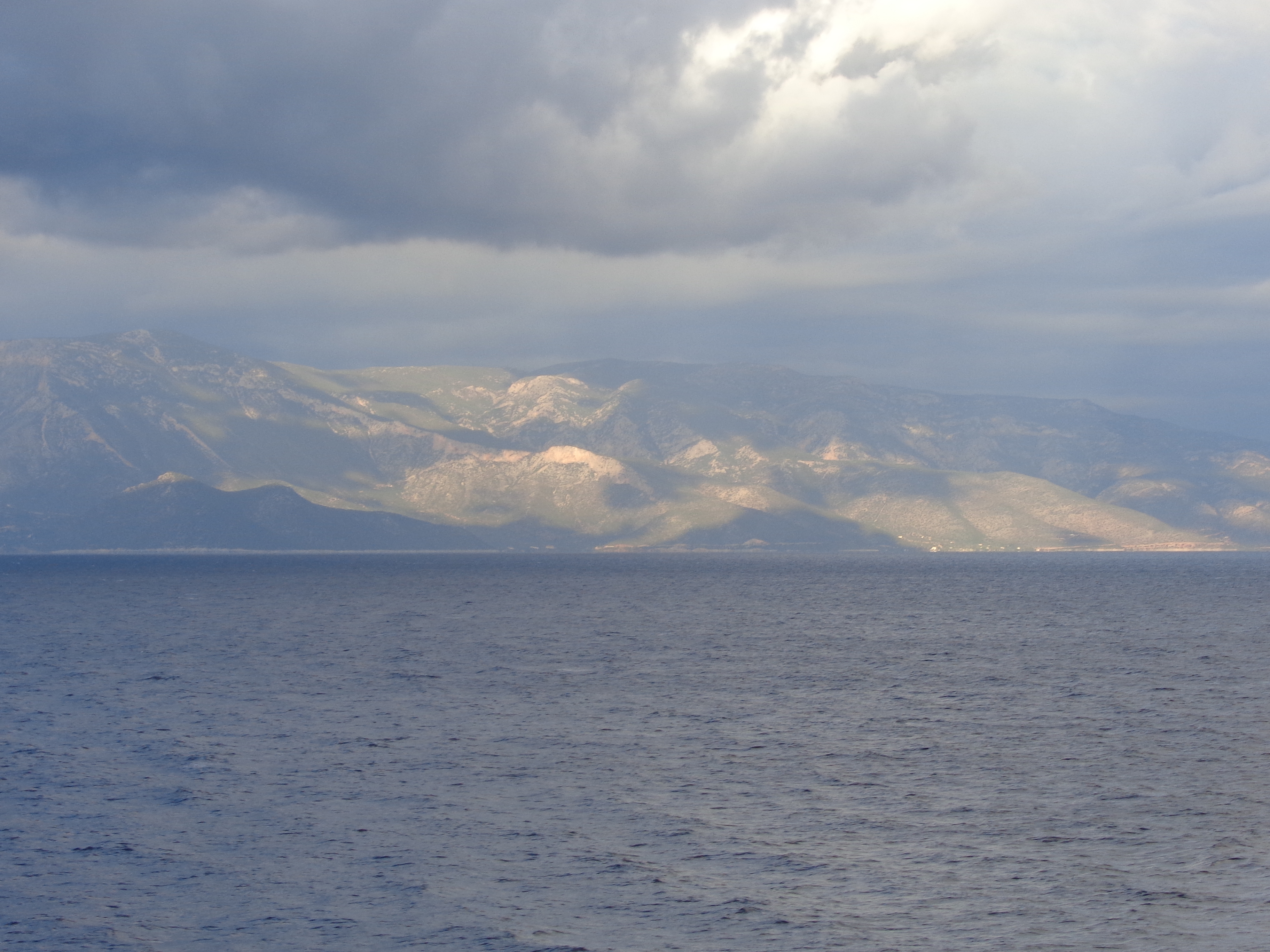
Westküste des Argolischen Golfs

Der Argolische Golf (griechisch Αργολικός κόλπος Argolikos kolpos) ist eine Bucht des Myrtoischen Meeres, eines Randmeeres des Mittelmeers. Er befindet sich östlich der Halbinsel Peloponnes, zwischen der Argolis östlich, nach der er benannt ist, und der arkadisch-lakonischen Küste im Westen. An seinem Nordende mündet aus der Ebene um Argos der Fluss Inachos in den Argolischen Golf, die größte Siedlung an seiner Küste ist die ehemalige griechische Hauptstadt Nafplio; ein bekannter Badeort an seiner östlichen Küste ist Tolo. Mit der Ausgrabungsstätte von Lerna befindet sich einer der ältesten dokumentierten Siedlungsplätze des antiken Griechenland an der Westküste des Golfs.
Im Argolischen Golf liegen einige kleinere, unbewohnte Inseln (darunter Bourtzi, Romvi, Platia und Psili), die größte und einzige bewohnte ist Spetses an seinem Südostende. Spetses und die weiteren Inseln um die argolische Halbinsel, die verwaltungstechnisch allesamt zum Präfekturbezirk Piräus gehören, werden zusammen mit den Inseln des Saronischen Golfs unter dem Begriff Argosaronische Inseln (griechisch Νησιά του Αργοσαρωνικού Nisia tou Argosaronikou) zusammengefasst.